# Eriksdalsskolan
Eriksdalsskolan är en kommunal grundskola belägen vid Ringvägen 58 på Södermalm i Stockholm. Den grundades 1938 och är, med cirka 1100 elever och 260 medarbetare, en av Sveriges största grundskolor. Skolan bedriver undervisning i samtliga årskurser på grundskolan samt förskola.
Skolan gav en möjlighet för eleverna att skapa sin egen profil. De kan bland annat välja extra minuter bild och i högstadiet har eleverna möjlighet att fördjupa sig i specifika ämnen genom elevens val.
Skolbyggnaden uppfördes 1937–1938 efter ritningar av arkitekterna Helge Zimdal och Nils Ahrbom.
Eriksdalsskolan har på dess privata innergård gjort en trädgård för hållbar odling, där odlas grödor som sedan används i skolmaten. Arkitekten som designat innergården är Bertil Thermaenius, designer inom Permakultur. Han har vid tidigare tillfällen byggt en serie hus med lågt energibehov, kallade "Alla Tiders Trähus".
Grödorna odlas av eleverna själva vilket gör att de får engagemang i och inflytande på den mat som tillagas. Trädgården innefattar även ett kretslopp som är ett kombinerat kompost- och växthus, innergården är baserad på samverkan mellan hus och växter som skapar harmoni och stabilitet. Senare har trädgården restaurerats av Gustav Krantz, undervisande på Eriksdalsskolan.

## Historik

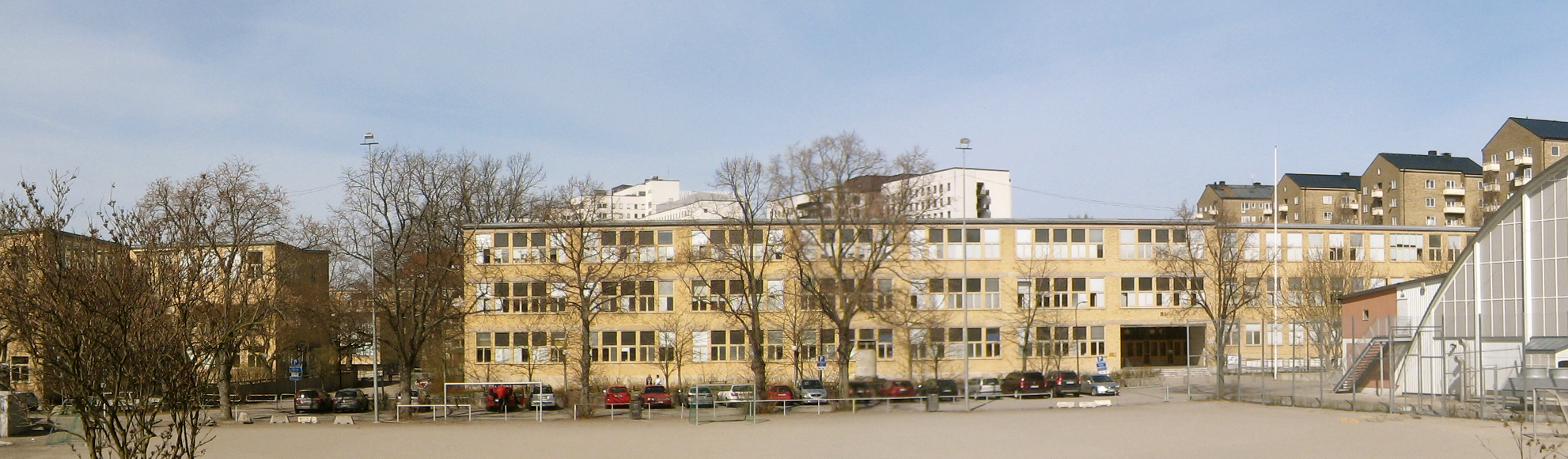
Vy från öster (med Eriksdalshallen till höger i bildfältet).

Platsen som skolan uppfördes på kallades förr Rackarberget, där stadens rackare hade sin stuga. Stugan revs 1931. Tiden innan skolan byggdes spelade främst Eriksdals IF fotboll där skolans fotbollsplan fortfarande ligger, dock har Hammarby publikrekordet då laget hyrde in sig i en träningsmatch mot Sandviken inför uppemot 4000 åskådare. Skolan började projekteras 1936 och skolbyggnaden uppfördes 1937–1938 efter ritningar av arkitekterna Helge Zimdal och Nils Ahrbom, med utsikt över Årstaviken. På höstterminen 1938 öppnades skolan.
Ursprungligen inrymde skolan, förutom den vanliga folkskolan, även handelstekniska och hushållstekniska linjer. Tidigt var Eriksdalsskolan Europas modernaste skola och innehöll bland annat egen simhall, idrottshall, bibliotek och biograf. Kostnad för byggnation och projektering uppgick i dåvarande penningvärde till cirka 4,5 miljoner kronor med en inventariekostnad om 300 000 kronor. Eriksdalsskolan renoverades och byggdes ut åren 1989–1991 till en kostnad av cirka 250 miljoner kronor.
Centralt placerad på Eriksdalsskolans skolgård står statyn Flores och Blanzeflor (1942–1943) av Stig Blomberg.
Skolan figurerar i boken och filmen med samma namn, Tusen gånger starkare (2006), av Christina Herrström.

## Bemärkta elever
- Robyn
- Marcus Price
- Pa Dibba
- Nils Kurt Erik Einar Grönberg

## Rektorslängd 1993–2017 Eriksdalsskolan
- Mats Carlsson 1993–1999
- Gunnar Wohlin 1999–2000
- Heléne Wallerstedt ( fd. Lindqvist) 2000–2009
- Pär-Åke Nordenberg 2009–2010
- Helena Nilsson 2009–2012
- Heléne Wallerstedt (fd Lindqvist) 2012–2015
- Yvonne Axelle Johnsen vt. 2015
- Happy Hilmarsdottir Arenvall 2015–2017
- Anna Stjelke 2019–ff